# Ousmane Doré
Pour les articles homonymes, voir Doré.
Ousmane   Doré né en 1957 à Mamou en Moyenne Guinée, est un  homme politique guinéen,,.
Il est le président du MND au élection présidentielle du 2020 en Guinée.

## Biographie et études
Né en Moyenne Guinée, Ousmane Doré est originaire de Lola au sud de la Guinée.
Après son admission au baccalauréat, il est orienté à l’Institut supérieur des mines et de la géologie de Boké d'où il sort diplômé d'une licence en géologie.

## Ouvrages
- Ousmane Doré, La Guinée à cœur, Éditions Balanzan[5].